# Grand Prix van de Marne 1947
De Grand Prix van de Marne 1947 was een autorace die werd gehouden op 6 juli 1947 op Reims-Gueux in Reims.

## Uitslag
| Positie | No | Rijder                            | Team         | Ronden | Tijd/Opgave   | Startplaats |
| ------- | -- | --------------------------------- | ------------ | ------ | ------------- | ----------- |
| 1       | 40 | Christian Kautz                   | Maserati     | 51     | 2:34:50.7     | 1           |
| 2       | 20 | Louis Chiron                      | Talbot-Lago  | 51     | + 2:38.9      | 18          |
| 3       | 32 | Bob Gerard Cuth Harrison          | ERA          | 48     | +3 ronden     | 5           |
| 4       | 48 | Eugène Chaboud                    | Delahaye     | 48     | +3 ronden     | 8           |
| 5       | 24 | Edmond Mouche José Scaron         | Talbot-Lago  | 47     | +4 ronden     | 10          |
| 6       | 26 | Louis Rosier                      | Talbot-Lago  | 46     | +5 ronden     | 7           |
| 7       | 46 | Charles Pozzi                     | Delahaye     | 46     | +5 ronden     | 9           |
| DNF     | 38 | Maurice Trintignant Henri Louveau | Delage       | 45     | Ventiel       | 6           |
| DNF     | 12 | Raymond Sommer                    | Maserati     | 38     | Transmissie   | 3           |
| DNF     | 16 | Fred Ashmore Leslie Brooke        | ERA          | 33     | Krukas        | 17          |
| DNF     | 8  | Luigi Villoresi                   | Maserati     | 32     | Motor         | 15          |
| DNF     | 10 | Alberto Ascari                    | Maserati     | 26     | Motor         | 16          |
| DNF     | 44 | Yves Giraud-Cabantous             | Delahaye     | 22     | Ventiel       | 4           |
| DNF     | 4  | "Raph"                            | Maserati     | 19     | Oliepijp      | 13          |
| DNF     | 30 | Peter Whitehead                   | ERA          | 11     | Zuiger        | 11          |
| DNF     | 34 | Reg Parnell                       | ERA          | 7      | Compressor    | 2           |
| DNF     | 28 | Leslie Brooke                     | ERA          | 5      | Oliedruk      | 19          |
| DNF     | 6  | Kenneth Evans                     | Lotus-Climax | 4      | Motor         | 14          |
| DNF     | 2  | Enrico Platé                      | Maserati     | 1      | Ongeluk       | 12          |
| DNS     | 18 | Jean-Pierre Wimille               | Maserati     | 0      | Niet aanwezig |             |
| DNS     | 22 | Luigi Chinetti                    | Talbot-Lago  | 0      | Niet aanwezig |             |
| DNS     | 36 | Jean Achard                       | Delage       | 0      | Niet aanwezig |             |
| DNS     | 42 | Philippe Étancelin                | Delage       | 0      | Niet aanwezig |             |
| DNS     | 44 | Maurice Varet                     | Delahaye     | 0      | Niet aanwezig |             |